# História de Mato Grosso

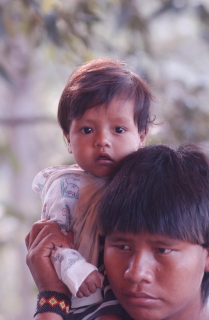
Xavantes, uma das etnias indígenas que habitam o território mato-grossense desde antes do período colonial português

O estado de Mato Grosso já passou por diversas levas de ocupação humana, desde as dos índios até a chegada dos luso-descendentes, durante o período de colonização portuguesa do Brasil, por meio das expedições dos bandeirantes em busca de pedras preciosas e índios para servirem de escravos. A mais recente leva é a chegada de migrantes da Região Sul do Brasil, a partir da década de 1980.
Pelo Tratado de Tordesilhas (de 7 de junho de 1494), o território do atual estado de Mato Grosso pertencia à Espanha. Os jesuítas, a serviço dos espanhóis, criaram os primeiros núcleos, de onde foram expulsos pelos bandeirantes paulistas em 1680. Em 1718, a descoberta do ouro acelerou o povoamento. Em 1748, para garantir a nova fronteira, Portugal criou a capitania de Mato Grosso e, lá, construiu um eficiente sistema de defesa.
Durante as bandeiras, uma expedição chegou ao Rio de Piranhas em busca dos índios coxiponés e logo descobriram ouro nas margens do rio, alterando, assim, o objetivo da expedição. Em 1719, foi fundado o Arraial da Forquilha, às margens do rio Coxipó, formando o primeiro grupo de população organizado na região (atual cidade de Cuiabá). A região de Mato Grosso era subordinada a Rodrigo César de Menezes. A Capitania de Mato Grosso, foi criada pela Coroa portuguesa em 9 de maio de 1748, desmembrando-se do território da Capitania de São Paulo. Para intensificar a fiscalização da exploração do ouro e a renda ida para Portugal, o governador da capitania muda-se para o arraial e logo o elevou em nível de "vila", chamando-o de "Vila Real do Bom Jesus de Cuiabá"'. Com os tratados de Madri (1750) e de Santo Ildefonso (1777), Espanha e Portugal estabeleceram as novas fronteiras. A produção de ouro começou a cair no início do século XIX. Em 28 de fevereiro de 1821, às vésperas da Independência do Brasil, a região tornou-se uma província, com o mesmo nome. Com a Proclamação da República Brasileira (1889) e a Constituição brasileira de 1891, a antiga província daria lugar ao Estado de Mato Grosso, posteriormente desmembrado nos atuais estados de Mato Grosso, Mato Grosso do Sul e Rondônia.
Em 1892, durante a derrubada do governo de Manuel Murtinho, houve, por parte dos revoltosos, uma intenção de separação de Mato Grosso da República dos Estados Unidos do Brasil, criando-se, para tanto, o Estado Livre da República Transatlântica - o que não encontrou apoio. Em 1917, a situação se agravou, provocando intervenção federal. Com a chegada dos seringueiros, pecuaristas e exploradores de erva-mate na primeira metade do século XIX, o estado retomou o desenvolvimento. Em 1977, a parte sul do estado foi legalmente desmembrada, formando, assim, um novo estado, Mato Grosso do Sul - o que na prática só se daria em 1979.

## Período colonial

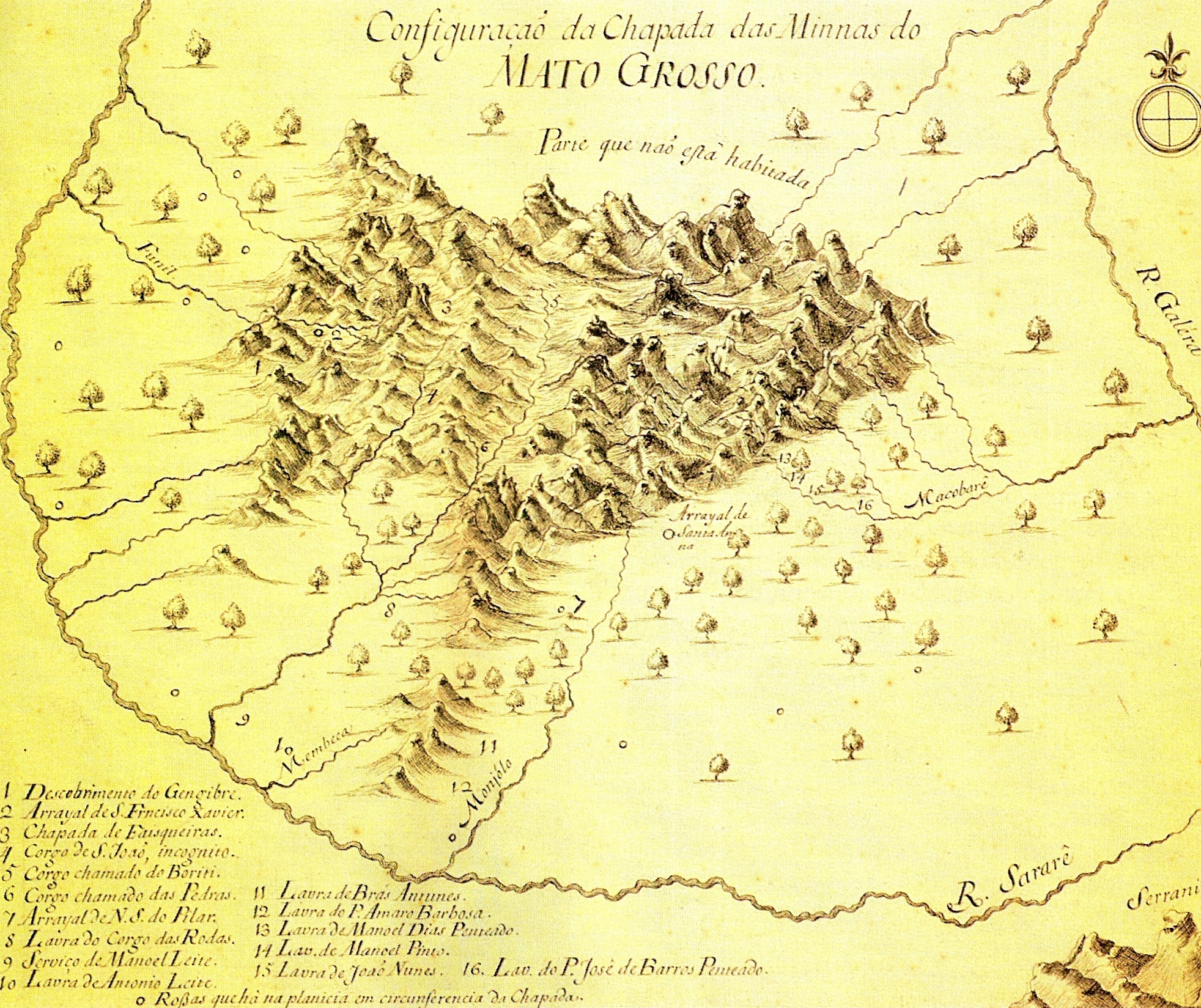
Mapa do século XVIII da região

O primeiro europeu a desbravar a área que viria a constituir o estado de Mato Grosso foi o português Aleixo Garcia (há quem lhe atribua, sem provas decisivas, a nacionalidade espanhola), náufrago da esquadra de Juan Díaz de Solís. Em 1525, ele atravessou a mesopotâmia formada pelos rios Paraná e Paraguai e, à frente de uma expedição que chegou a contar com 2 000 homens, avançou até a Bolívia. De volta, com grande quantidade de prata e cobre, Garcia foi morto por índios paiaguás. Sebastião Caboto também penetrou na região em 1526 e subiu o Paraguai até alcançar o domínio dos guaranis, com os quais travou relações de amizade e de quem recebeu, como presente, peças de metais preciosos.
Os fantásticos relatos sobre imensas riquezas do interior do continente sul-americano acenderam as ambições de portugueses e espanhóis. Os primeiros, a partir de São Paulo, lançaram-se em audaciosas incursões, nas quais prepararam  índios e alargaram as fronteiras do Brasil. As bandeiras paulistas chocaram-se com tropas espanholas do cabildo de Assunção e com resistência das missões jesuíticas.

Divisão administrativa do Brasil após a Guerra dos Emboabas.

Desde 1632, os bandeirantes conheciam, de passagem e de lutas, a região onde os jesuítas haviam localizado as suas reduções de índios e que os espanhóis percorriam como terra sua. Antônio Pires de Campos chegou criança, em 1672, com a bandeira paterna, às depois famosas minas dos Martírios. Já adulto, retomou o caminho da serra misteriosa e navegou, de contracorrente, os rios Paraguai e São Lourenço, embicando Cuiabá acima, até o atual Porto de São Gonçalo Velho, onde se chocou com os índios coxiponés.

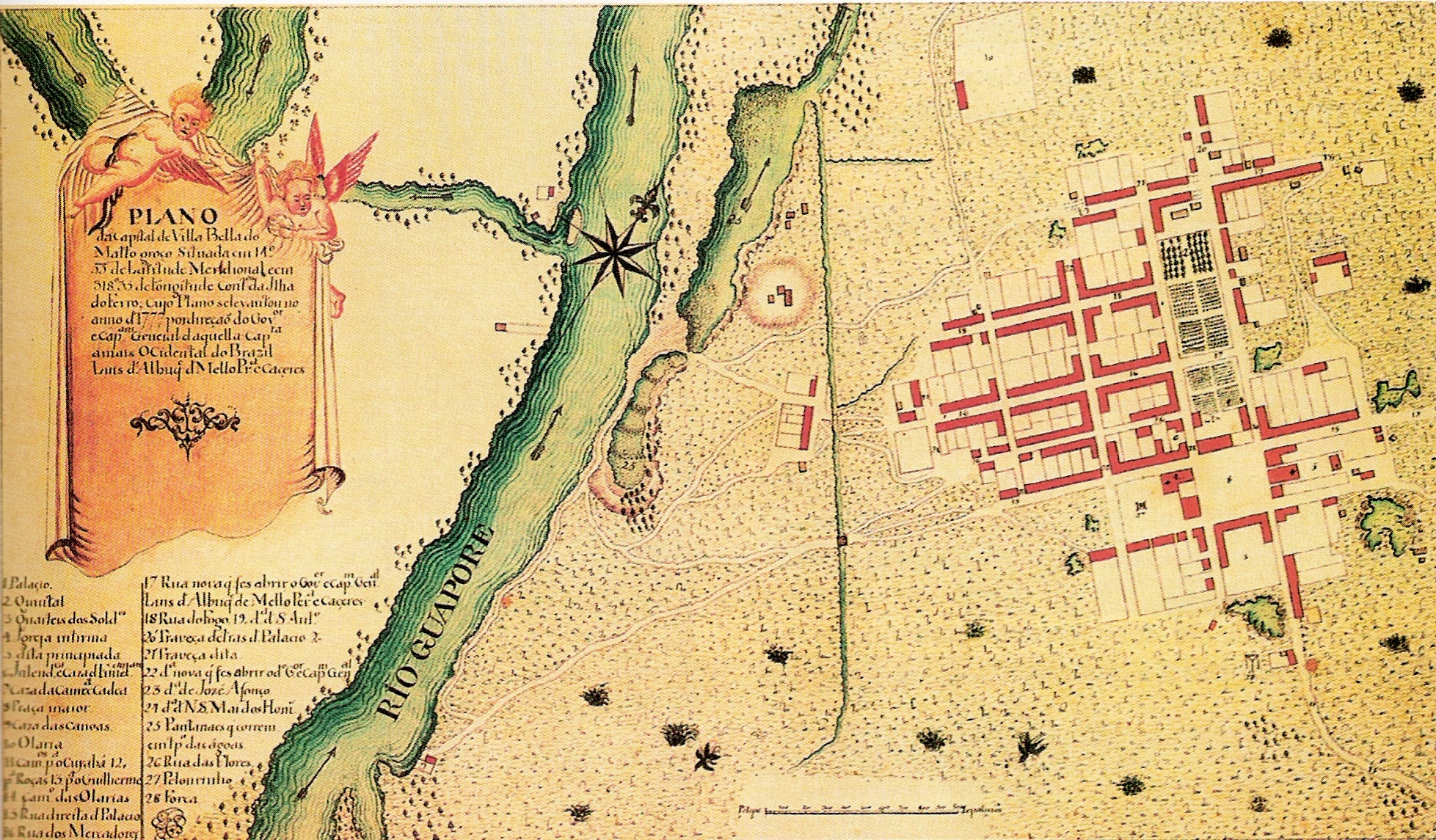
Mapa português para colonização de Vila Bela da Santíssima Trindade, primeira capital da Capitania de Mato Grosso

A notícia de índios pouco ariscos e descuidados logo se espalhou. Em 1718, um bandeirante de Sorocaba, Pascoal Moreira Cabral Leme, descendente de índios, subiu o Rio Coxipó até atingir a aldeia destruída dos coxiponés, onde deu início à rancharia de uma base de operações. Às margens do Coxipó e do Cuiabá, Cabral Leme descobriu abundante jazida de ouro. A caça ao índio cedeu vez, então, às atividades mineradoras. Em 8 de abril de 1719, foi lavrado o termo de fundação do arraial de Cuiabá, e aclamou-se Pascoal guarda-mor regente "para poder guardar todos os ribeiros de ouro, socavar, examinar, fazer composições com os mineiros e botar bandeiras, tanto aurinas, como ao inimigo bárbaro".
A chegada dos colonizadores portugueses no século XVIII teve um grande impacto nas culturas e tradições indígenas de Mato Grosso. A exploração de ouro e outros minerais preciosos, juntamente com a construção de estradas e ferrovias, resultou em conflitos e violência contra os índios, que foram forçados a abandonar suas terras ancestrais.
Durante o século XX, o governo brasileiro implementou políticas de assimilação forçada, que tentaram erradicar as culturas indígenas e forçá-los a se integrar à sociedade brasileira. Essas políticas tiveram um impacto devastador nas comunidades indígenas de Mato Grosso, causando perda de terras, recursos e tradições culturais.
Hoje, os índios de Mato Grosso continuam a lutar por seus direitos e pela preservação de suas culturas e tradições. Muitas organizações não governamentais e ativistas estão trabalhando para proteger os direitos dos índios e promover a conscientização sobre a importância da preservação das culturas indígenas.
A notícia da descoberta de ouro não tardou em transpor os sertões, dando motivo a uma corrida sem precedentes para o oeste. A viagem até Cuiabá, distante mais de quinhentas léguas do litoral atlântico, exigia de quatro a seis meses, e era arriscada e difícil em consequência do desconforto, das febres e dos ataques indígenas.
Rodrigo César de Meneses, capitão-general da capitania de São Paulo, chegou a Cuiabá no fim de 1726 e ali permaneceu cerca de um ano e meio. A localidade recebeu o título de Vila Real do Senhor Bom Jesus do Cuiabá. Constituiu-se a câmara e nomeou-se um corpo de funcionários encarregados de dar cumprimento ao rigoroso regulamento fiscal da coroa. Em 1729, foi criado o lugar de ouvidor.

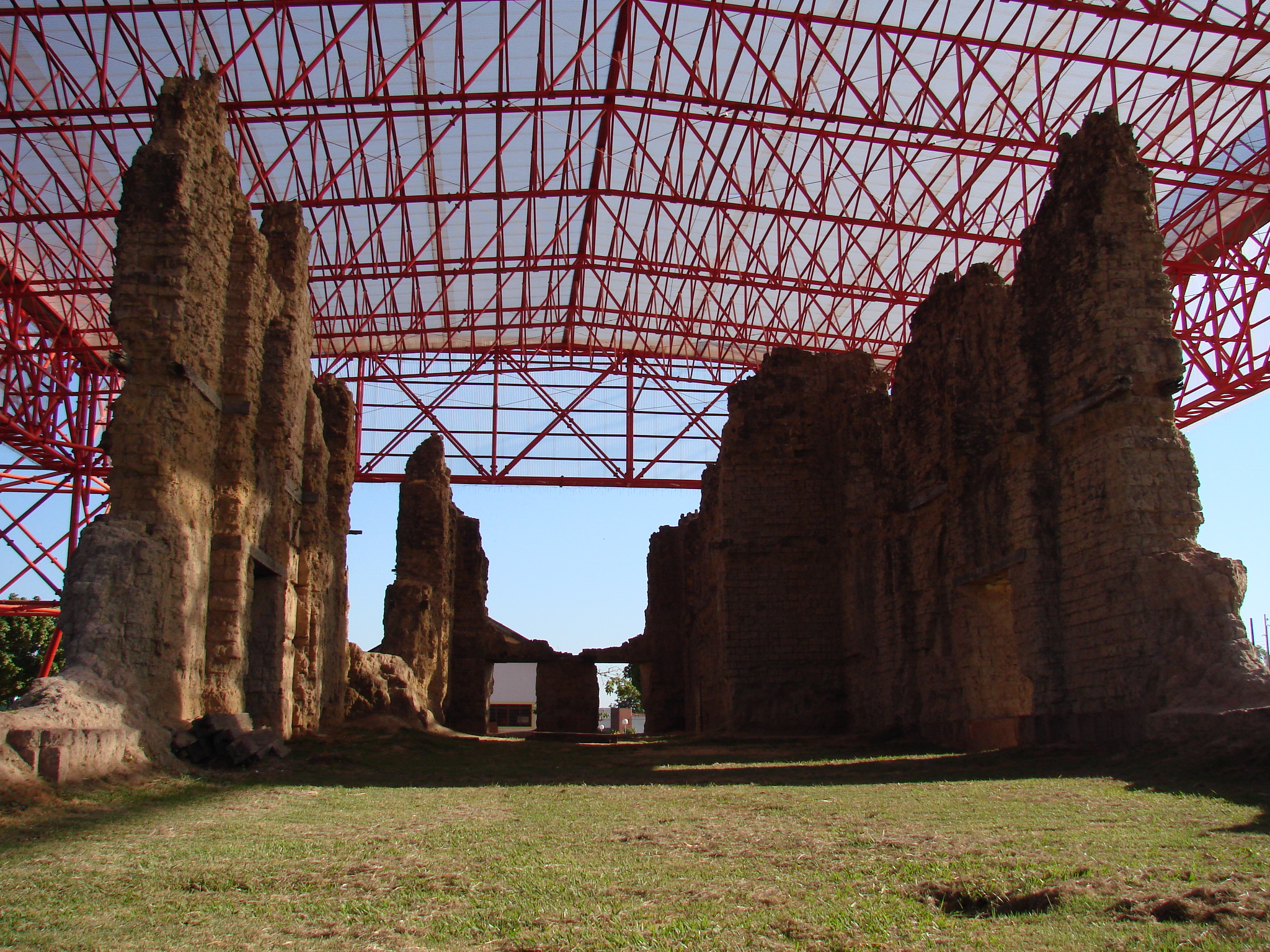
Ruínas da Igreja Matriz de Vila Bela da Santíssima Trindade, que foi a primeira cidade planejada de Mato Grosso, com o objetivo de formar a capital da província e proteger a fronteira.

As extorsões do fisco, a hostilidade dos índios e as doenças levaram os mineiros à busca de paragens mais compensadoras, Rio Cuiabá e Rio Paraguai acima, rumo à Serra dos Parecis. Disseminados os povoadores pelos arraiais, a grande linha normativa da política do reino era manter e ampliar as fronteiras com terras de Espanha.
As lavras de ouro intensificaram o povoamento de Mato Grosso e impuseram a estruturação de um poder local para melhorar a fiscalização dos tributos e a vigilância dos limites com as terras espanholas. Em 9 de maio de 1748, um alvará de dom João V criou a Capitania de Cuiabá, com privilégios e isenções para aqueles que lá quisessem fixar-se, com o objetivo de fortalecer a colônia de Mato Grosso e, assim, conter os vizinhos, além de servir de barreira a todo o interior do Brasil.
O Tratado de Madri, de 1750, reconheceu as conquistas bandeirantes na região de Mato Grosso, para dirimir questões de limites entre Portugal e Espanha. Outro tratado, de 1761, modificou o anterior, ao proibir construções fortificadas na faixa de fronteira. Os espanhóis exigiram a evacuação de Santa Rosa, ocupada e fortificada por Rolim de Moura, que resolveu enfrentá-los. Travou-se luta, sem vantagem decisiva para nenhuma das partes. Afinal, os castelhanos se retiraram em 1766, já sob o governo do sucessor de Rolim, seu sobrinho João Pedro da Câmara. Expulsos os jesuítas das missões espanholas, em 1767, a situação tornou-se mais tranquila para Portugal.
Luís de Albuquerque de Melo Pereira e Cáceres, que governou de 1772 a 1789, tomou, porém, a iniciativa de reforçar o esquema defensivo. Construiu, à margem do Rio Guaporé, o Forte Real do Príncipe da Beira, no qual chegaram a trabalhar mais de duzentos obreiros e, no sul, sobre o Rio Paraguai, abaixo do Rio Miranda, o Presídio de Nova Coimbra. Fundou Vila Maria (mais tarde São Luís de Cáceres, ou simplesmente Cáceres), Casalvasco, Salinas e Corixa Grande. Criticou severamente o novo tratado luso-espanhol de 1777 (Tratado de Santo Ildefonso) no tocante a Mato Grosso, por achar que encerrava concessões prejudiciais a Portugal. Usou no levantamento cartográfico e na delimitação de fronteiras os serviços de dois astrônomos e matemáticos brasileiros recém-formados em Coimbra, Francisco José de Lacerda e Almeida e Antônio Pires da Silva Pontes, e dos geógrafos capitães Ricardo Francisco de Almeida Serra e Joaquim José Ferreira.
Caetano Pinto de Miranda Montenegro, o futuro Marquês de Vila Real de Praia Grande, chegou a Cuiabá em 1796 para assumir o cargo de capitão-general, com recomendação da metrópole para elaborar um plano de defesa que protegesse a capitania contra qualquer tentativa de invasão. A guerra com os espanhóis foi deflagrada em 1801, quando Lázaro de Ribera, à frente de oitocentos homens, atacou o Forte de Coimbra, defendido bravamente por Ricardo Franco, com apenas cem homens, que conseguiram repelir o invasor.
A paz, todavia, só foi firmada em Badajoz, em 6 de maio de 1802. A capitania, com meio século de vida autônoma, consolidou sua estabilidade territorial e neutralizou de imediato o perigo de novas invasões. No fim do período colonial, registrou-se certo declínio da capitania. Cuiabá e Vila Bela haviam sido elevadas à categoria de cidade.

## Século XIX
Em 20 de agosto de 1821, Magessi foi deposto pela "tropa, clero, nobreza e povo", como "ambicioso em extremo, concussionário insaciável, hipócrita". Formou-se, em Cuiabá, uma junta governativa que jurou lealdade ao príncipe dom Pedro e outra, dissidente, em Vila Bela da Santíssima Trindade, com o que se estabeleceu a dualidade de poder.
A notícia da independência do Brasil , que ocorreu em 7 de setembro de 1822, só chegou na província de Mato Grosso em 22 de janeiro de 1823. A demora deve-se ao fato de que o difícil acesso a Mato Grosso àquela época, sobretudo no período de chuvas, dificultou a chegada imediata da notícia da independência. Logo depois, um governo provisório único substituiu as duas juntas e foi instalado em Cuiabá, o que transformou Vila Bela da Santíssima Trindade em "capital destronada". As lutas entre as tendências conservadora e liberal refletiram-se na província durante o primeiro reinado e a regência. Foi montada, em Cuiabá, a tipografia na qual seria impresso o primeiro jornal da província, a "Tifis Matogrossense", cujo primeiro número circulou em 14 de agosto de 1839. A situação econômico-financeira da província se agravou, com um deficit orçamentário crescente.
Os governos se sucederam sem acontecimentos de maior relevo até a Guerra do Paraguai. Uma guarda defensiva montada em 1850 no Morro do Pão de Açúcar pelo governador João José da Costa Pimentel irritou o governo paraguaio. Pimentel então recuou ante gestões diplomáticas realizadas em Assunção. Foi substituído pelo capitão de fragata Augusto João Manuel Leverger, barão de Melgaço, cujo primeiro governo durou de 1851 a 1857. Leverger recebeu ordem de concentrar toda a força militar da província no baixo Paraguai, para esperar os navios que deveriam subir o rio com ou sem licença de Francisco Solano López. Mudou-se, então, para o Forte de Coimbra, onde permaneceu cerca de dois anos.
O coronel Frederico Carneiro de Campos, nomeado presidente provincial em 1864, subia o rio Paraguai para assumir o posto quando seu navio — o Marquês de Olinda — foi atacado e aprisionado por uma belonave paraguaia. Logo que o Paraguai rompeu as hostilidades, revelou-se a fraqueza do sistema defensivo brasileiro em Mato Grosso, prevista por Leverger. Caiu logo Coimbra, após dois dias de resistência. Em seguida, foi a vez de Corumbá e da colônia de Dourados. A guerra seguiu seu curso, marcada por episódios como a retirada de Laguna, a retomada e subsequente abandono de Corumbá. Dessa cidade, as tropas brasileiras trouxeram para Cuiabá uma epidemia de varíola que teve efeitos devastadores. Para o povo, 1867 seria o "ano das bexigas", mais que da retomada de Corumbá.
Em abril de 1878, em função do Tratado de Ayacucho, foram enviadas, para Corumbá, as "Plantas Geográficas dos Rios Guaporé e Mamoré", sendo que a cartografia para delimitar os limites fronteiriços dos rios Guaporé e Mamoré foi levantada e apresentada pela Segunda Seção Brasileira, sediada na mesma cidade, tendo sido todas chanceladas pelos delegados brasileiros e bolivianos. Continuando, a descrição diz "Destas cabeceiras continuam os limites pelo leito do mesmo rio até sua confluência com o Guaporé, e depois pelo leito deste e do Mamoré até sua confluência com o Beni, onde principia o Rio Madeira". Em 1878 e 1879, houve troca de notas da chancelaria boliviana com a embaixada do Brasil em La Paz, acusando o recebimento e aprovando a "Carta Geral", conforme ajustado na Sétima Conferência da Comissão Mista.

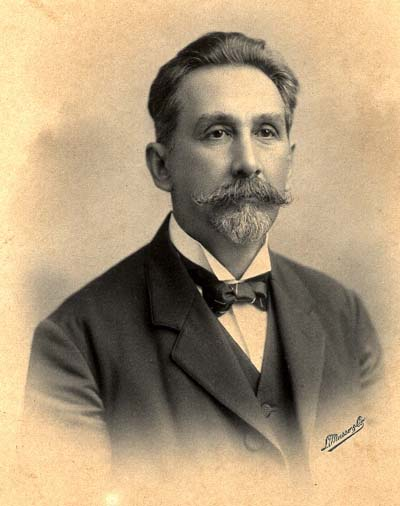
Generoso Ponce

Os últimos anos do império registraram um lento desenvolvimento da província, governada de outubro de 1884 a novembro de 1885 pelo general Floriano Peixoto. Em 9 de agosto de 1889, assumiu a presidência o coronel Ernesto Augusto da Cunha Matos, sob cujo governo se realizou a eleição de que saíram vitoriosos os liberais — triunfo celebrado em Cuiabá com um pomposo baile em 7 de dezembro, pouco antes de chegar à cidade a notícia da queda da monarquia.
As aspirações republicanas e federalistas em Mato Grosso tinham tido expressão confusa em várias revoltas, mas no remanso do segundo reinado as agitações se aplacaram. As campanhas pela abolição e pela república tiveram ali repercussão modesta. Ao iniciar-se o período republicano, Mato Grosso tinha uma população calculada em oitenta mil habitantes. A província ficava segregada: sem estradas de ferro, eram necessários cerca de trinta dias de viagem, passando por três países estrangeiros, para atingi-la, a partir do Rio de Janeiro, por via fluvial. A economia ainda era débil, e os empregos nas cidades consistiam basicamente nos cargos públicos.
Nas primeiras décadas do período republicano a violência foi usada em disputas políticas e econômicas, com conflitos armados pelo governo estadual, conflitos em geral entre coronéis por poder e terras, saques a cidades, como Paranaíba, execuções de opositores, como o Massacre da Baía do Garcez, em 1901, e tentativas de conseguir autonomia para o sul, que já naquela época tinha sentimento separatista. Houve também um projeto de separar o Mato Grosso do Brasil em 1892.
Em 1892 a oposição pegou em armas e derrubou o presidente estadual Manuel Murtinho em 1º de fevereiro. Porém em 7 de maio Generoso Ponce, à frente de 4 000 homens, iniciou o cerco às forças adversárias na capital e dominou-as em menos de uma semana. Em 22 de junho, caiu Corumbá. Vitorioso seu Partido Republicano, Murtinho retornou ao poder.

## Século XX
Surgiu mais tarde, entretanto, uma desavença entre os dois líderes, Ponce e Murtinho. O rompimento consumou-se em dezembro de 1898, com uma declaração pública de Manuel Murtinho, apoiado por seu irmão Joaquim Murtinho, ministro da Fazenda do presidente Campos Sales. Seus partidários conquistaram o poder, num ambiente de grande violência. Mais tarde, contudo, Ponce e Murtinho reconciliaram-se e formaram novo agrupamento político. A vitória dessa corrente política se deu com o movimento armado de 1906, que culminou na morte do presidente Antônio (Totó) Pais de Barros. Seguiu-se um período de interinidade na presidência, e Generoso Ponce foi afinal eleito em 1907.
Em 1906 tropas federais haviam sido enviadas para defender o presidente mato-grossense, mas não chegaram a tempo de impedir sua deposição e morte. A instabilidade e fragilidade da região fronteiriça e a dificuldade de contato com o restante do país foram motivos de preocupação, com um temor de que a Argentina poderia aproveitar a fraqueza da região. Isso estimulou os esforços de integração do estado à infraestrutura nacional. A economia melhorou com a abertura de vias férreas a partir do leste (Jupiá, Três Lagoas e Água Clara) e do oeste (Porto Esperança, Miranda e Aquidauana), para se encontrarem em Campo Grande. A ligação ferroviária com São Paulo foi fator de progresso para Mato Grosso, por intensificar o comércio e valorizar as terras da região.

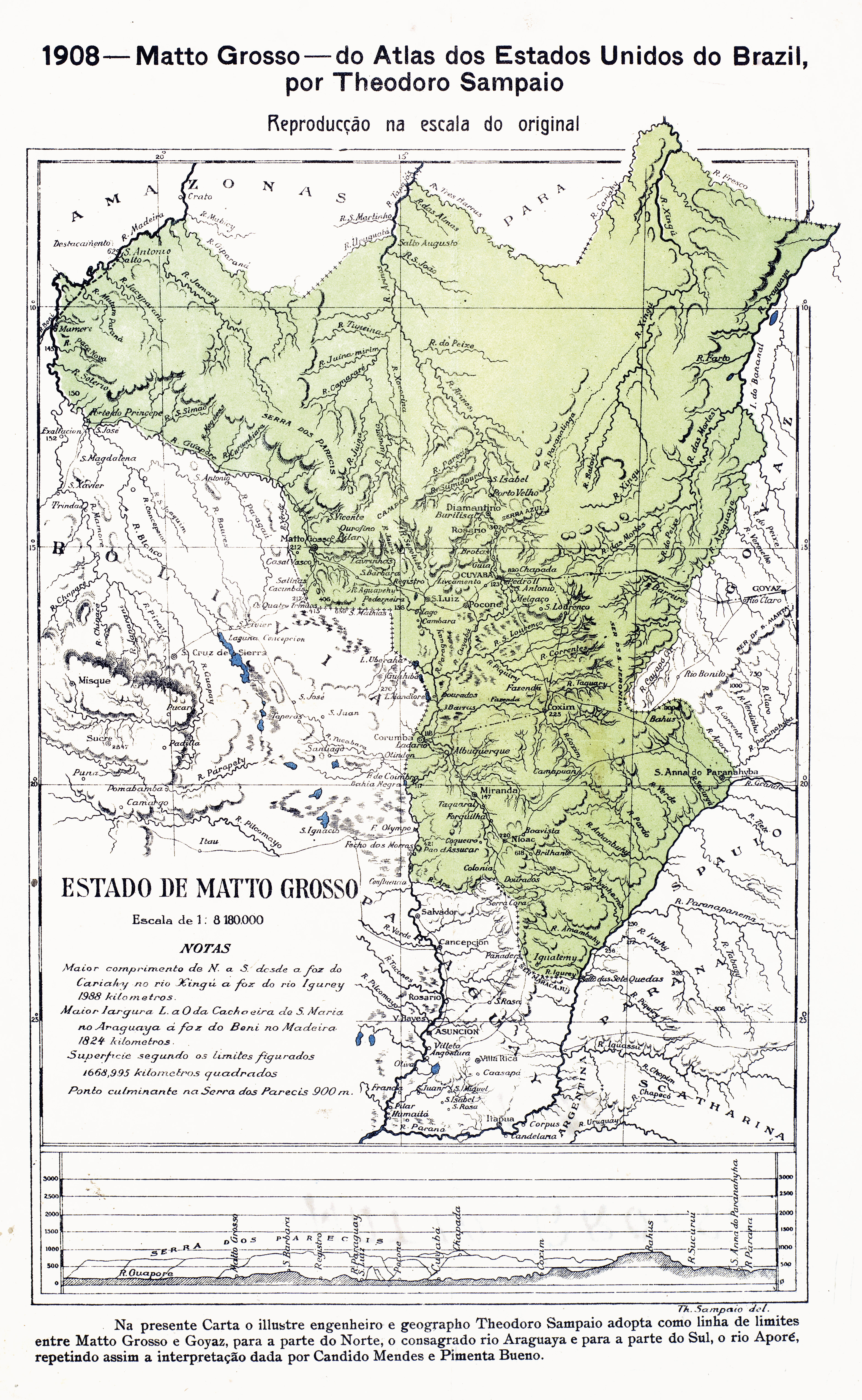
Mapa do estado de Mato Grosso por Teodoro Sampaio, 1908

Com o novo presidente, Joaquim Augusto da Costa Marques, que assumiu em 1911, avultaram as pressões da companhia Mate Laranjeira no sentido de renovar o arrendamento dos seus extensos ervais no sul do estado. A pretensão suscitou nova divergência entre Murtinho e Ponce: o primeiro defendia a prorrogação do contrato até 1930, com opção para a compra de 1 000 000 a 2 000 000 de hectares, enquanto Ponce queria a divisão da área em lotes de 450 hectares, que seriam oferecidos a arrendamento em hasta pública. Morto Ponce, a empresa ganhou novo trunfo com o apoio do senador situacionista Antônio Azeredo. Mas o antigo presidente do estado, Pedro Celestino Corrêa da Costa, tomou posição contrária. Os deputados estaduais hostis à prorrogação do contrato fizeram obstrução e impediram que ela fosse aprovada. Finalmente, a Mate Laranjeira foi frustrada em suas pretensões, com a aprovação da Lei Número 725, de 24 de agosto de 1915.
O general Caetano Manuel de Faria Albuquerque assumiu o governo em 15 de agosto de 1915. Seus próprios correligionários conservadores tentaram forçá-lo à renúncia, e ele, tendo a seu lado Pedro Celestino, aceitou o apoio da oposição, num movimento que se chamou "caetanada". Contra seu governo organizou-se a rebelião armada, com ajuda da Mate Laranjeira e seus aliados políticos. Na assembleia, foi proposto e aprovado o impedimento do general Caetano de Albuquerque. Consultado, o Supremo Tribunal Federal não tomou posição definitiva, e o presidente Venceslau Brás acabou por decretar a intervenção no estado em 10 de janeiro de 1917. Em outubro, no Rio de Janeiro, os chefes dos dois partidos locais concluíram acordo, mediante o qual indicava o bispo dom Francisco de Aquino Correia para presidente, em caráter suprapartidário. O prelado assumiu em 22 de janeiro de 1918 e fez uma administração conciliadora, assinalada por uma série de iniciativas. A Empresa Mate Laranjeira, para se ter ideia do seu poder econômico, tinha um lucro seis vezes superior à arrecadação de impostos do estado de Mato Grosso inteiro.
Até a Revolução de 1930, a administração estadual lutou com graves problemas financeiros. No período pós-revolucionário, sucederam-se os interventores. Em 1932, o general Bertoldo Klinger, comandante militar de Mato Grosso, deu apoio armado à Revolução Constitucionalista de 1932. Em 7 de outubro de 1935, a Assembleia Constituinte elegeu governador Mário Correia da Costa. Incidentes ocorridos em dezembro de 1936, quando foram feridos a bala os senadores Vespasiano Martins e João Vilas Boas, deram causa à renúncia do governador e a nova intervenção federal.
Há registros de escravidão de negros, índios e imigrantes europeus, além de guardas, troncos e casas de suplício, em algumas usinas até 1931. Nos ervais da Companhia Mate Laranjeira havia escravidão por endividamento. A interferência do interventor federal Mena Gonçalves, empossado após a Revolução de 1930, sobre o poder político e econômico de coronéis do açúcar oposicionistas levou ao combate às práticas de semiescravidão nas fazendas e usinas.

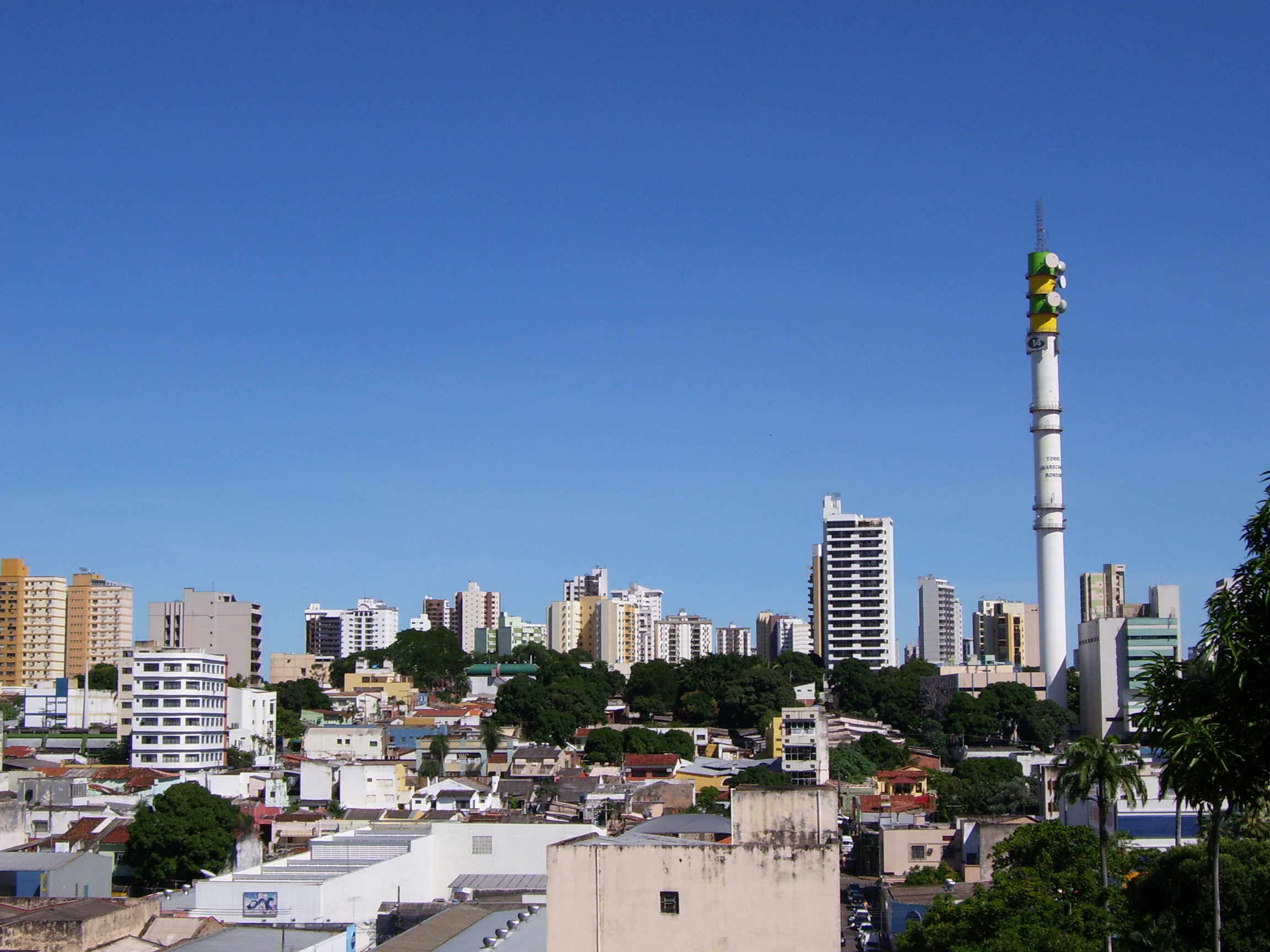
Vista de Cuiabá, capital e maior cidade do estado

A velha ideia da separação da porção sul do estado só veio a triunfar em 1977, por meio de uma lei complementar que desmembrou 357 471,5 km² do estado para criar Mato Grosso do Sul. Anteriormente, houve ainda a tentativa de transformar Campo Grande em capital de Mato Grosso, destronando Cuiabá. A iniciativa da divisão partiu do Governo Federal, que alegava, em primeiro lugar, a impossibilidade de um único governo estadual administrar área tão grande e, em segundo, as nítidas diferenças naturais entre o norte e o sul do estado. A lei entrou em vigor em 1º de janeiro de 1979. A partir de então, todas as projeções pessimistas de que o então norte, com a capital Cuiabá, iria se estagnar, não se concretizaram, pelo contrário, surgindo então um processo de pleno crescimento do estado, aliado com a criação e desenvolvimento de municípios como Alta Floresta, Sinop, Tangará da Serra, Primavera do Leste, Campo Novo do Parecis,  Sapezal, Campo Verde, Sorriso, Lucas do Rio Verde, Nova Mutum, que hoje estão entre os maiores contribuintes do PIB de Mato Grosso.
As políticas econômicas de apoio preferencial à exportação e à ocupação e desenvolvimento da Amazônia e do Centro-Oeste, implantadas a partir da década de 1970, levaram a novo surtos de progresso em Mato Grosso. A construção de Brasília contribuiu para acabar com a antiga estagnação. Uma vez inaugurada a nova capital, Mato Grosso continuou a atrair mão de obra agrícola de outros estados, pois oferecia as melhores áreas de colonização do país. Graves problemas persistiram, porém, na década de 1980. O sistema de transporte, embora tenha ganho a rodovia Cuiabá-Porto Velho em setembro de 1984, ainda não bastava para escoar a produção estadual; as instalações de armazenamento deixavam a desejar; a disponibilidade de energia elétrica (120 000 kW em 1983) era insuficiente; eram precários o saneamento e os serviços de saúde e educação.
Também o problema ecológico apresentava-se gravíssimo: inúmeras espécies dessa região já haviam sido extintas e outras estavam em processo de extinção, como os jacarés, caçados à razão de dezenas de milhares por mês. Para coibir esses abusos, o governo federal lançou a operação Pantanal e criou o Parque Nacional do Pantanal Matogrossense.